# Rhysida neocrassispina
Rhysida neocrassispina är en mångfotingart som beskrevs av Jangi och Dass 1984. Rhysida neocrassispina ingår i släktet Rhysida och familjen Scolopendridae. Inga underarter finns listade i Catalogue of Life.